# Weiße Elster
A Fehér-Elster (németül Weiße Elster, csehül Bílý Halštrov) folyó Csehországban és Németországban.

## Nevének eredete
Ellentétben a nevében szereplő német Elster (magyarul szarka) kifejezéssel, a folyó elnevezése a szláv eredetű alstrawa (németül eilende, magyarul fürge, sietős) szóból ered.

## Földrajza
Csehország Karlovy Vary-i kerületének Chebi járásában, Aš-tól keletre, az Elster-hegység területén ered 724 m tengerszint feletti magasságban. Az észak felé tartó 11 km hosszúságú csehországi szakasz megtételét követően Doubrava közelében halad át 0.5 m³/s átlagos vízhozammal, a cseh-német határon. Ezt követően a szászországi Plauen és Lipcse, a türingiai Greiz és Gera, valamint a szász-anhalti Halle városok érintésével a Saale folyóba torkollik. A torkolatnál mért átlagos vízhozama 26 m³/s.

### Mellékfolyói
- jobb oldali mellékfolyója a Pleiße
- bal oldali mellékfolyója a Weida

## Fordítás
- Ez a szócikk részben vagy egészben a Weiße Elster című német Wikipédia-szócikk ezen változatának fordításán alapul.  Az eredeti cikk szerkesztőit annak laptörténete sorolja fel. Ez a jelzés csupán a megfogalmazás eredetét és a szerzői jogokat jelzi, nem szolgál a cikkben szereplő információk forrásmegjelöléseként.
- Ez a szócikk részben vagy egészben a Bílý Halštrov című cseh Wikipédia-szócikk ezen változatának fordításán alapul.  Az eredeti cikk szerkesztőit annak laptörténete sorolja fel. Ez a jelzés csupán a megfogalmazás eredetét és a szerzői jogokat jelzi, nem szolgál a cikkben szereplő információk forrásmegjelöléseként.